# Reano
Reano (piemonti nyelven Rajan) egy 1608 lakosú település Torino megyében.
A Sangone-völgyben található a Dora Riparia és a Sangone folyók között.
A Susa- és Sangone-völgyi Hegyi Közösség tagja.
Reano óvárosa a középkorban épült, itt található a 13. században emelt, és eredetileg védelmi funkciót betöltő, majd az évszázadok során nemesi rezidenciává vált vár barokk belsővel.

## Fordítás
- Ez a szócikk részben vagy egészben  a   Reano című olasz Wikipédia-szócikk fordításán alapul.  Az eredeti cikk szerkesztőit annak laptörténete sorolja fel. Ez a jelzés csupán a megfogalmazás eredetét és a szerzői jogokat jelzi, nem szolgál a cikkben szereplő információk forrásmegjelöléseként.